# Wijk bij Duurstede
Wijk bij Duurstede és un municipi de la província d'Utrecht, al centre dels Països Baixos. L'1 de gener de 2009 tenia 23.194 habitants repartits per una superfície de 50,30 km² (dels quals 2,69 km² corresponen a aigua). Limita al nord amb Bunnik i Utrechtse Heuvelrug, a l'oest amb Houten i al sud amb Culemborg i Buren (Gelderland).

## Centres de població
- Cothen
- Langbroek
- Wijk bij Duurstede

## Administració
| Consistori municipal | Consistori municipal | Consistori municipal | Consistori municipal | Consistori municipal | Consistori municipal |
| -------------------- | -------------------- | -------------------- | -------------------- | -------------------- | -------------------- |
| Partit               | % 2002               | % 2006               | Reg. 2002            | Reg. 2006            |                      |
| PvdA                 | 13,8                 | 18,4                 | 2                    | 4                    |                      |
| VVD                  | 23,4                 | 17,9                 | 5                    | 3                    |                      |
| GroenLinks           | 19,5                 | 15,7                 | 4                    | 3                    |                      |
| CDA                  | 19,5                 | 14,4                 | 4                    | 3                    |                      |
| SP                   | -                    | 14,1                 | -                    | 3                    |                      |
| PCG                  | 8,6                  | 9,0                  | 1                    | 2                    |                      |
| Burger Belangen '96  | 15,2                 | 8,2                  | 3                    | 1                    |                      |
| D66                  | -                    | 2,3                  | -                    | 0                    |                      |
| Total                | 60,0                 | 59,8                 | 19                   | 19                   |                      |